# Microspathodon chrysurus
Microspathodon chrysurus là một loài cá biển thuộc chi Microspathodon trong họ Cá thia. Loài này được mô tả lần đầu tiên vào năm 1830.

## Từ nguyên
Từ định danh chrysurus được ghép bởi 2 âm tiết trong tiếng Hy Lạp cổ đại: chrysos (khrūsós, "vàng") và oura (ourá, "đuôi"), hàm ý đề cập đến vây đuôi màu vàng của loài cá này.

## Phạm vi phân bố và môi trường sống
M. chrysurus có phạm vi phân bố ở Tây Đại Tây Dương. Từ bờ biển bang Florida (Hoa Kỳ) và Bermuda, loài này được ghi nhận trên khắp vịnh México trải dài đến biển Caribe, và dọc theo bờ biển Brasil, từ rạn san hô Luis đến quần đảo Abrolhos, bao gồm cả quần đảo Trindade và Martin Vaz xa bờ.
M. chrysurus sinh sống tập trung gần những rạn san hô, nơi có nhiều hang hốc và đặc biệt là có sự phát triển phong phú của thủy tức Millepora, độ sâu mà chúng được tìm thấy có thể đạt đến 120 m.

## Mô tả
Chiều dài cơ thể tối đa được ghi nhận ở M. chrysurus là 21 cm. Loài cá này có một màu nâu sẫm bao phủ khắp cơ thể, trừ vây đuôi màu vàng nổi bật. Vảy cá viền đen sẫm. Đỉnh đầu và lưng, cũng như vây lưng, có các chấm màu xanh lam. Cá con có màu xanh thẫm, có nhiều chấm tròn màu sáng phủ khắp thân, đuôi màu vàng.
Số gai ở vây lưng: 12–14; Số tia vây ở vây lưng: 15; Số gai ở vây hậu môn: 2; Số tia vây ở vây hậu môn: 12–13; Số gai ở vây bụng: 1; Số tia vây ở vây bụng: 5; Số tia vây ở vây ngực: 20–22; Số vảy đường bên: 20–22.

## Sinh thái học

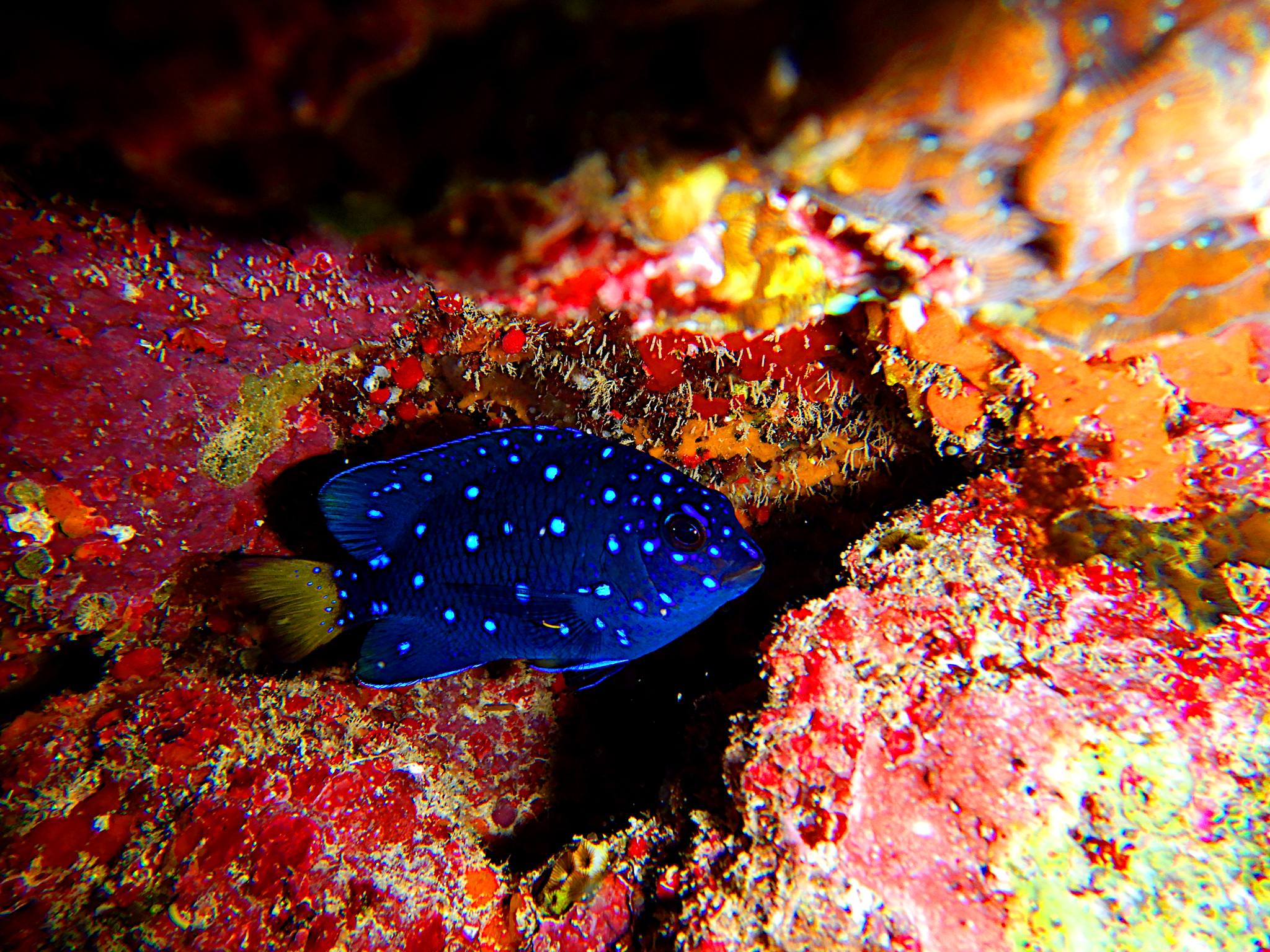
Cá con

Thức ăn của M. chrysurus chủ yếu là tảo, nhưng chúng cũng ăn các polyp của Millepora và một số loài thủy sinh không xương sống khác. Cá con có thể đóng vai trò như cá dọn vệ sinh, chúng ăn các loài ký sinh trên thân các loài cá khác.
Cá đực có tập tính bảo vệ và chăm sóc trứng, nhưng chúng cũng có thể ăn trứng do chính mình thụ tinh. Số trứng mới được thụ tinh có khả năng bị cá bố ăn nhiều hơn số trứng đã phát triển một thời gian. Cá M. chrysurus cái có xu hướng thích giao phối với cá đực mà tổ của chúng đã có trứng phát triển đến giai đoạn sau. Có lẽ vì vậy mà cá đực ăn số trứng mới thụ tinh để có nhiều cơ hội giao phối hơn.
Cứ sau khoảng 3 ngày, cá cái trưởng thành lại rời khỏi lãnh thổ của chúng vào sáng sớm để đi đẻ trứng. Một số con cái chỉ đi một chuyến, trong khi số khác lại quay trở lại lãnh thổ nhiều lần rồi đi tiếp cho đến khi kết thúc quá trình sinh sản. Việc cá cái thăm lại nhà trong thời gian vắng mặt tạm thời làm giảm khả năng lãnh thổ bị xâm nhập.
Vào những ngày không đẻ trứng, cá cái dành hơn 20% thời gian cho việc làm sạch cơ thể vào lúc bình minh, và tỉ lệ này giảm dần sau đó. Vào những ngày đẻ trứng, chúng lại dành ít hơn 1/3 khoảng thời gian cho việc làm sạch so với những con cá cái không đẻ trứng. 30 phút sau khi đẻ trứng, cá cái tăng đáng kể tỉ lệ tương tác với cá dọn vệ sinh so với cùng thời điểm vào những ngày không đẻ trứng, bù đắp lại khoảng thời gian đã bỏ lỡ việc vệ sinh thân thể. Điều này cho thấy, hoạt động sinh sản ảnh hưởng đáng kể đối với hoạt động vệ sinh.

## Thương mại
M. chrysurus, chủ yếu là cá con, được xem là một loài cá cảnh. Cá trưởng thành chủ yếu được khai thác trong nghề đánh bắt thủ công.